# Jean Baptiste du Casse
Jean-Baptiste du Casse (Saubuça, 2 d'agost de 1646 - Bourbon-l'Archambault, 25 de juny de 1715) fou un almirall francès, governador de Saint-Domingue entre 1691 i 1703. Fou un dels darrers bucaners del Carib.

## Joventut
Fill de Bertrand du Casse, comerciant hugonots de Pau, i Margarida de Lavigne. Guillaume du Casse. Va aprendre de jove francès i llatí.

## A la marina mercant
De ben jove es va enrolar en la marina mercant de la Companyia Francesa de les Índies Orientals i la Companyia del Senegal, que Lluís XIV de França va establir el juny de 1679 amb el privilegi de comerciar entre el Cap Blanc i el Cap de Bona Esperança, primer com a escriptor i en 1676 com a capità mercant en el comerç d'esclaus i per la seva intrepidesa davant els bucaners i pirates, anglesos, holandesos i francesos.
La seva visió política, capacitat de comandament i la seva iniciativa van cridar l'atenció de Jean-Baptiste Colbert i va obtenir el privilegi de vendre 2.000 esclaus l'any per l'explotació de les plantacions del Carib durant vuit anys, sent un dels principals actors francesos del tràfic d'esclaus. El seu principal client fou Charles Francis de Angennes, el marquès de Maintenon.
Comandant el vaixell de la Marina Reial L'Entendu (44 canons i tripulació de 250), el 15 de novembre de 1777 va prendre possessió de Gorée, que el mariscal Jean II d'Estrées havia capturat l'1 de novembre, i va instal·lar agents de la Companyia de Senegal. Al desembre, reembarcà cap a França per fer donar compte de les seves accions a Versalles.
L'abril de 1678, va sortir de França a bord d'un esquadró de guerra, arribant a Gorée el 8 de maig de 1678, on troba una institució pròspera. El 10 de juliol va aterrar al cap d'una flota corsària al fort d'Arguin, en mans dels holandesos. Els combats van començar el 22 d'agost, però Der-Lyncourt, el comandant del fort, no es va rendir fins al 29 d'agost. Amo del lloc, va conquistar el territori al voltant.
Es va convertir en el més ric plantador de Martinica, que només tenia 2.600 esclaus el 1674. Des de 1686, es va convertir en tinent de l'armada de Lluís XIV de França i el 16 de març de 1686, es va casar amb Martha Baudry Dieppe, després d'abandonar tant la seva fe calvinista en 1685. En 1687 es va traslladar a Guinea a bord de la fragata La Tempête i tracta de prendre Elmina. Al març de 1689 amb el seu vaixell Le Hasardeux reconeixent l'illa de Boa Vista, es va trobar amb els bucaners de l'illa de Roatán a Hondures, comandats Jean Fantin que estaven en procés de saqueig, els sotmet i recluta per atacar les possessions holandeses de Berbice i Fort Zeelandia a Surinam en juny 1689.
El 1691 va ser nomenat governador de Saint-Domingue després d'alliberar Guadalupe dels anglesos i haver-los empès fins al sud de Barbados. Fou el governador durant dotze anys i sent un dels més forts promotors de la cultura del sucre. En 1692, en una carta al ministre de Marina Phélypeaux Louis de Pontchartrain, explica que només hi havia 70 pirates a l'illa de Tortuga, als que era difícil treure'ls de l'ociositat, per instal·lar-los a Santo Domingo.
En 1694, va organitzar l'expedició de Jamaica contra els britànics, capturant indigo i 3.000 esclaus, però l'any següent expedició punitiva espanyola i anglesa va atacar Cap-Français i Port-de-Paix. En 1697, va participar amb Jean-Bernard de Pointis a l'expedició de Cartagena, l'últim combat abans del Tractat de Rijswijk.
França es van aliar amb els espanyols revertint les aliances de Lluís XIV de França, i al capdavant dels corsaris de Saint-Domingue, Jean-Baptiste du Casse lluitar de nou contra l'almirall anglès John Benbow prop de Santa Marta el 1702. En 1703, les funcions civils i militars foren separades a Saint-Domingue, sent nomenat almirall i tinent general de les forces navals.
Fou el comandament de l'estol borbònic que iniciava l'1 de febrer de 1713 el setge de Barcelona de la Guerra de Successió.
Va morir el 25 de juny 1715 a Bourbon l'Archambault, a Alvèrnia.